# Échecs interdits
Les échecs interdits ou échecs arabes sont une variante du jeu d'échecs dans laquelle le seul échec au roi autorisé est l'échec et mat. Le roi, ne craignant plus les attaques simples, devient ainsi une pièce puissante.
Lorsque cette condition féerique est utilisée dans un problème d'échecs, elle est appelée condition sans échec.